# مینو آرجنتو

اثر مینو آرجنتو، نیویورک، ۱۹۷۳

مینو آرجنتو (۵ ژانویهٔ ۱۹۲۷) یک نقاش ایتالیایی اهل رم است. آرجنتو کارش را به عنوان یک معمار آغاز کرد. او نقاشی را در سال ۱۹۶۸ آغاز کرد. در ۱۹۶۹ به نیویورک رفت او در آن دوران یک هنرمند فیگوراتیو بود. او ایتالیا را ترک کرد چون نمی‌خواست به عنوان هنرمند فیگوراتیو باقی بماند و فکر می‌کرد این چیزی است که اروپا پذیرای آن است.
در دههٔ ۱۹۶۰ او با رنگ روغن و کرباس کار می‌کرد بعدها در دههٔ ۷۰ و ۸۰ از رو به اکریلیک آورد. در ۱۹۶۸ مارچلو ونتورولی دربارهٔ او گفته‌است که «کسی که به نتایجی بالاتر از امپرسیونیسم رسیده‌است …».